# واپیچش (نورشناسی)
در نورشناسی هندسی، اعوجاج یا واپیچش یک انحراف از پیش‌افکنی راست‌خط است؛ پیش‌افکنی که در آن خطوط مستقیم یک صحنه در یک تصویر، مستقیم باقی می‌مانند. واپیچش نوعی ابیراهی نوری است.

## واپیچش شعاعی
اگرچه واپیچش می تواند نامنظم باشد یا از الگوهای بسیاری پیروی کند، اما اغلب واپیچش‌هایی که مشاهده می‌شوند، به طور شعاعی متقارن با تقریبا متقارن هستند که ناشی از تقارن لنز عکاسی است. این واپیچش‌های شعاعی معمولاً می توانند به عنوان واپیچش بشکه‌ای یا واپیچش بالشتکی طبقه‌بندی شوند.

### واپیچش بشکه‌ای
در واپیچش بشکه‌ای، بزرگنمایی تصویر با فاصله‌گرفتن از محور نوری کاهش می‌یابد. نتیجه ظاهری آن مانند تصویری است که به دور یک کره (یا بشکه) ترسیم شده‌است. لنزهای چشم‌ماهی که نماهای نیمکره‌ای دارند، از این نوع واپیچش به عنوان راهی برای نشان‌دادن یک صفحهٔ شیئی بی‌نهایت گسترده در یک ناحیه تصویر محدود استفاده می کنند. در یک لنز زوم، واپیچش بشکه‌ای در وسط دامنه فاصله کانونی لنز ظاهر می‌شود و در انتهای زاویه-باز دامنه بدترین است.

### واپیچش بالشتکی
در واپیچش بالشتکی، بزرگنمایی تصویر با فاصله‌گرفتن از محور نوری افزایش می‌یابد. نتیجه قابل مشاهده این است که خطوطی که از مرکز تصویر عبور نمی‌کنند، به سمت داخل، یعنی مرکز تصویر، مانند یک بالشتک، خم می‌شوند.